# Heinrich von Haymerle

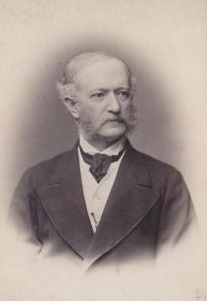
Heinrich von Haymerle

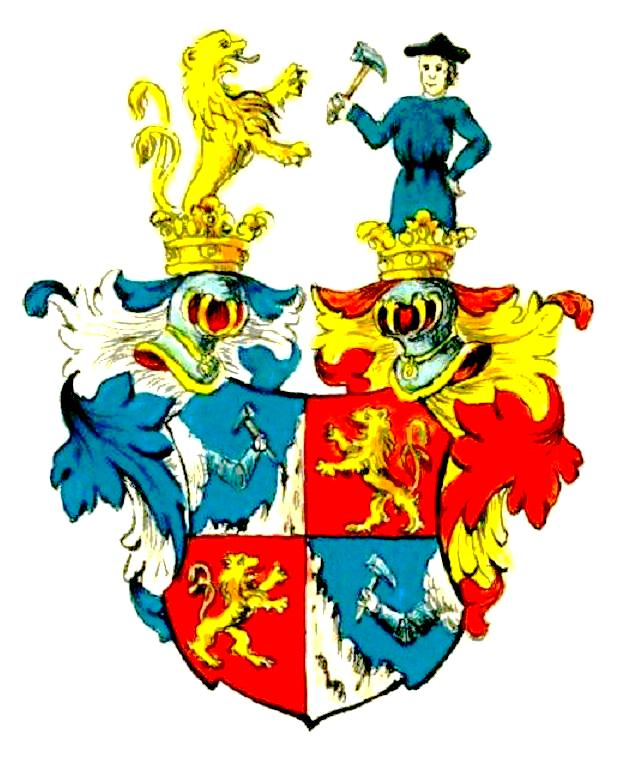
Haymerles Freiherrenwappen (gemäß Diplom von 1876)

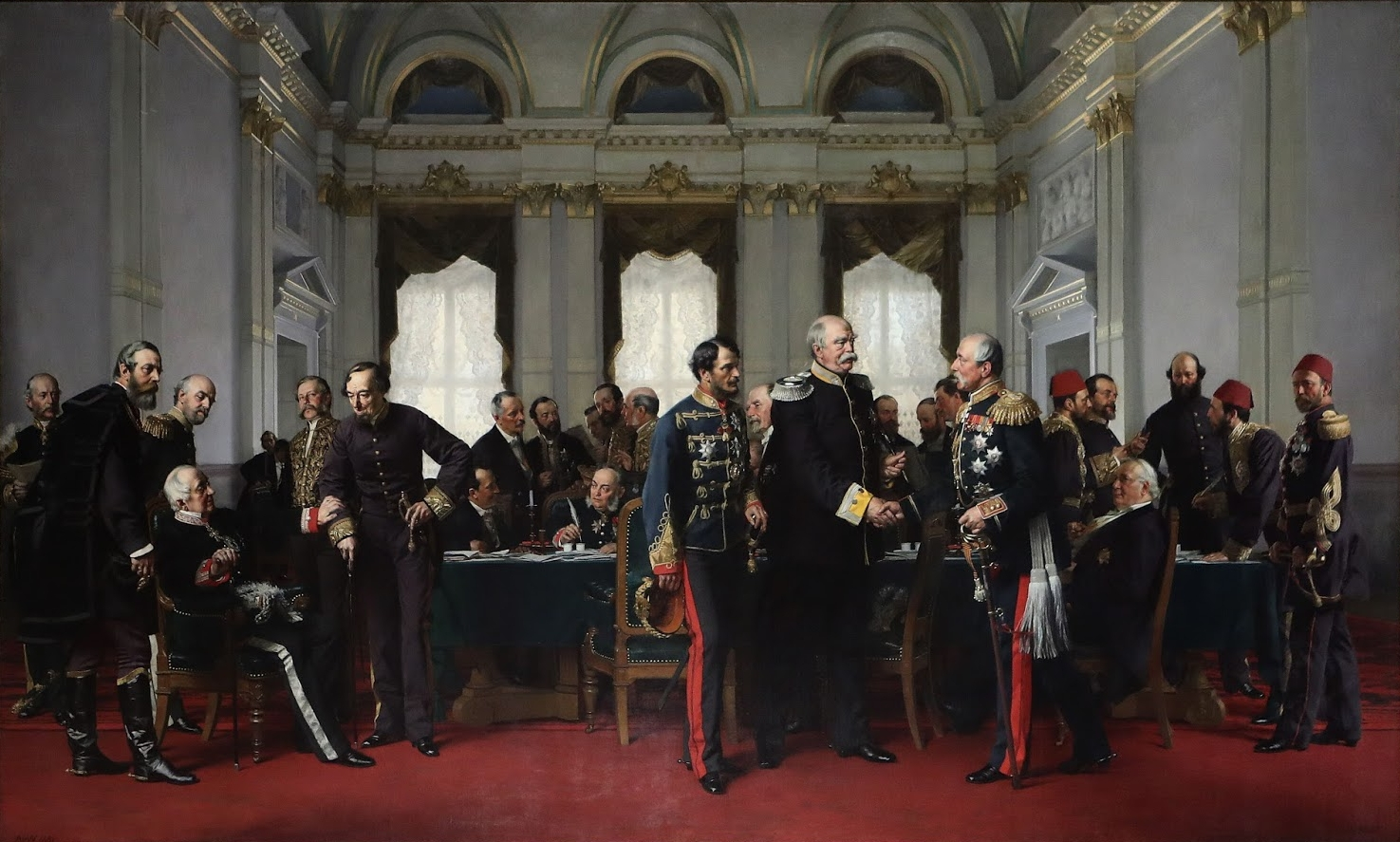
Haymerle auf dem Berliner Kongress (ganz links)

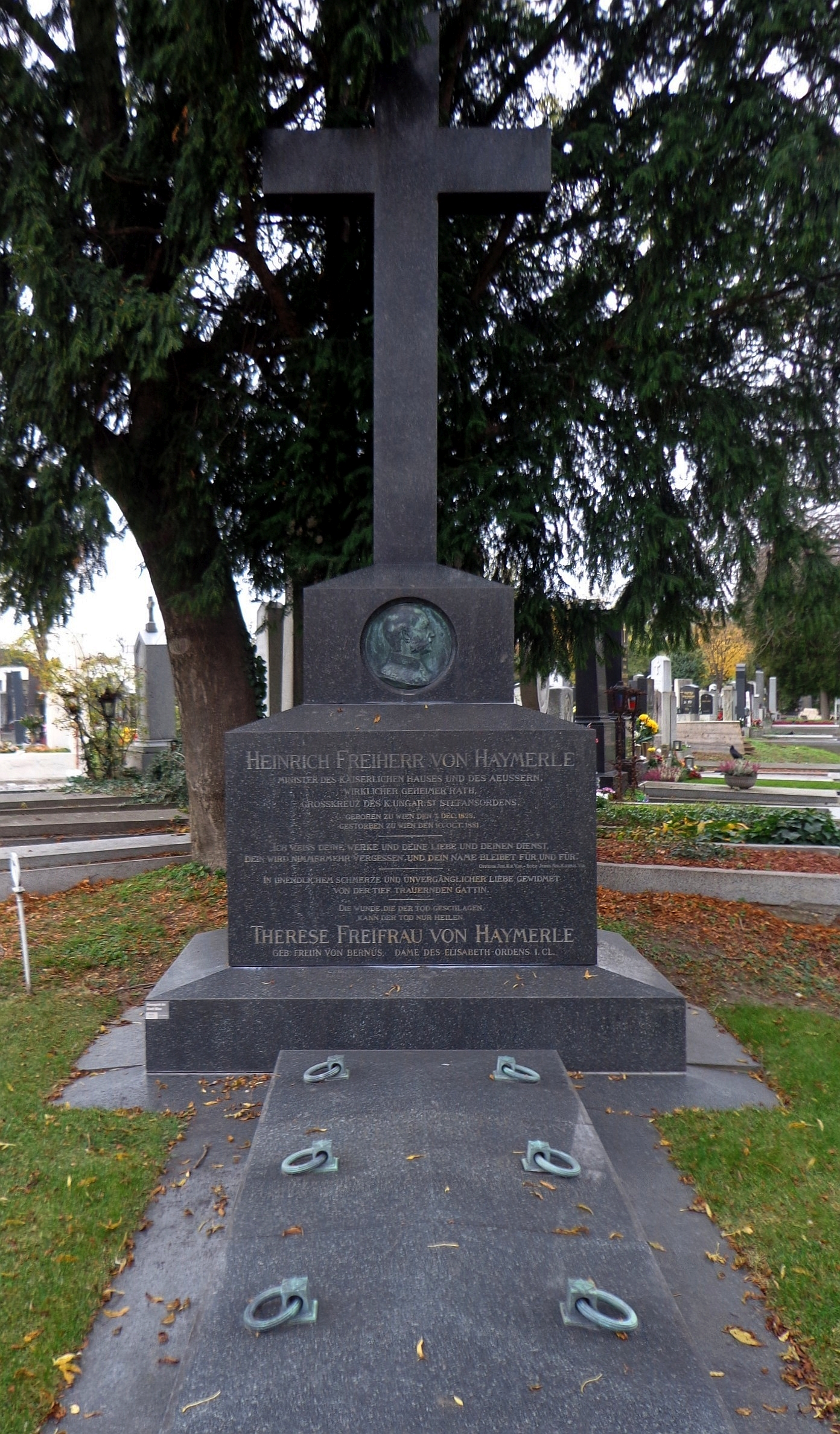
Wiener Zentralfriedhof, Grab des Heinrich Freiherrn von Haymerle

Freiherr Heinrich Karl von Haymerle (* 7. Dezember 1828 in Wien; † 10. Oktober 1881 ebenda) war ein österreichischer Staatsmann und Diplomat.

## Leben
Heinrich Karl von Haymerle, aus einer alten deutsch-böhmischen Adelsfamilie stammend, absolvierte seine Studien an der k.k. Orientalischen Akademie in Wien, wurde im Oktober 1848, dem Aufruf der Wiener Studentenschaft zu den Waffen folgend, bei der Einnahme der Hauptstadt durch die Truppen gefangen genommen und entging nur durch die Fürsprache des Barons Alexander von Hübner bei Feldmarschall Windischgrätz der kriegsrechtlichen Erschießung.
1850 wurde er zum Dolmetschadjunkten bei der Internunziatur (Botschaft) in Konstantinopel ernannt und 1854 zum dritten Dolmetsch befördert. 1857 wurde er als Legationssekretär nach Athen, 1861 nach Dresden und 1862 nach Frankfurt am Main versetzt, wo er den deutschen Fürstenkongress miterlebte.
Nach dem Wiener Frieden 1864 wurde er als Geschäftsträger nach Kopenhagen geschickt, um die diplomatischen Beziehungen mit Dänemark wieder anzuknüpfen, und nahm 1866 an den österreichisch-preußischen Friedensverhandlungen in Prag teil.
Hierauf ging er als interimistischer Geschäftsträger nach Berlin, arbeitete 1868 einige Zeit unter Friedrich Ferdinand von Beust im auswärtigen Ministerium in Wien, dann bei der Internunziatur in Konstantinopel und erhielt im Dezember 1869 den Gesandtschaftsposten in Athen, 1872 den in Den Haag, wo er 1876 auch in den Freiherrenstand erhoben wurde.
Nachdem er wiederum einige Zeit im auswärtigen Ministerium unter Gyula Andrássy beschäftigt gewesen, ward er im Januar 1877 zum Botschafter in Rom ernannt. 1878 war er dritter österreichischer Bevollmächtigter auf dem Berliner Kongress und wurde am 8. Oktober 1879 zum Nachfolger Andrássys ernannt, dessen auswärtige Politik er fortführte.
Namentlich pflegte er das Bündnis mit Deutschland und bemühte sich, den Frieden im Orient aufrechtzuerhalten.
Der am 19. Dezember 1867 mit Therese, geborene Freiin von Bernus geschlossenen Ehe Haymerles entstammen zwei Kinder: Maria Karoline Wilhelmine (* 25. Oktober 1868) und Franz Alexander (* 15. September 1874). Franz Alexander war mit der Schauspielerin Liane Haid verheiratet.
Im Jahr 1894 wurde in Wien-Ottakring (16. Bezirk) die Haymerlegasse nach ihm benannt.